# شاهرضاگاوزن محله
شاهرضاگاوزن محله، روستایی از توابع بخش بابل‌کنار شهرستان بابل در استان مازندران ایران است.

## جمعیت
این روستا در دهستان بابل‌کنار قرار دارد و براساس سرشماری مرکز آمار ایران در سال ۱۳۸۵، جمعیت آن ۵۴۲ نفر (۱۳۷خانوار) بوده‌است.